# Pedro Álvarez-Salamanca
Pedro Pablo Álvarez-Salamanca Büchi (Santiago, 10 de abril de 1948-Reñaca, 3 de septiembre de 2008) fue un profesor, empresario y político chileno. Militante de Renovación Nacional, fue diputado por el distrito N.º 38 durante los períodos 1990-1994, 1994-1998, 1998-2002, 2002-2006 y 2006-2010, el cual no pudo completar debido a su fallecimiento.

## Biografía
Nació en Santiago, el 10 de abril de 1948. Cursó sus estudios de enseñanza básica en la Escuela Mariposas de la comuna de San Clemente y en el Liceo de Hombres Blanco Encalada de Talca, donde realizó también, toda la secundaria. Finalizada su etapa escolar ingresó a la carrera de Pedagogía, en la Sede Talca de la Universidad de Chile, donde obtuvo el título de profesor de Estado en Biología y Ciencias, en 1974. Luego realizó un postgrado en Nutrición, en la misma Universidad. Se dedicó también, a la actividad de empresario agrícola.
Se casó con Luz María Ramírez Sepúlveda y tuvieron tres hijos.
Se dedicó a las labores docentes en la Universidad de Talca, donde ocupó el puesto de director del Departamento de Ciencias Básicas y profesor de Educación General Básica, Historia y Geografía y Biología, entre los años 1975 y 1988. Se desempeñó también como profesor en la Universidad Católica de Chile y en la Universidad Técnica del Estado.
Falleció en Reñaca, producto de un infarto al miocardio, el 3 de septiembre de 2008; fue velado en el hemiciclo de la Cámara de Diputados y en la tarde, fue trasladado a Talca, donde fue sepultado.

## Carrera política

### Inicios
Inició sus actividades políticas durante su época de estudiante, al ser elegido delegado de la Juventud, en representación del Partido Nacional, ante la Federación de Estudiantes de la Universidad de Chile-Sede Talca, 1970 y 1971. En 1971 fue elegido presidente de la Juventud Nacional, de Talca, por dos períodos consecutivos.
A comienzos de los años 1980, fue llamado a colaborar con la Dictadura militar, siendo designado alcalde de San Clemente, cargo que ejerció hasta agosto de 1989. Más tarde participó como miembro del Frente Nacional del Trabajo. Paralelamente, se desempeñó como consejero de la Cooperativa Eléctrica de Talca (1984), llegando a ejercer en varias oportunidades como presidente y creando durante su gestión, los departamentos Agrícola y de Asistencia Social a los asociados. En 1990 fue director de la Asociación Canal Maule Norte que reúne a más de 2500 regantes.

### Diputado de la República
En 1989 se presentó como candidato a diputado por Renovación Nacional, para el distrito N.° 38, correspondiente a las comunas de Curepto, Constitución, Empedrado, Maule, San Clemente, Pelarco y Río Claro; durante su campaña planteó como prioridad el mejoramiento de las vías de acceso con el objeto de abaratar costos en el transporte de productos agrícolas. Resultó elegido para el período 1990-1994; integró la Comisión Permanente de Trabajo y Seguridad Social y la de Recursos Naturales, Bienes Nacionales y Medio Ambiente. Fue miembro de la Comisión Especial que estudió la pobreza en Chile, y de la que analizó los Efectos de la destrucción de la capa de ozono en la zona sur del país. Durante su trabajo parlamentario patrocinó 11 proyectos de ley, uno de los cuales es el que creó las fiscalías municipales y se promulgó como ley de la República. Fue uno de los principales impulsores de la ley que condona las deudas de la ex Corporación de la Reforma Agraria.
En 1993 fue reelecto diputado, por el mismo Distrito, período 1994-1998; integró la Comisión Permanente de Recursos Naturales, Bienes Nacionales y Medio Ambiente y la de Salud; fue diputado reemplazante en la Comisión Permanente de Educación, Cultura, Deportes y Recreación.
Fue nuevamente electo diputado en 1997, por el mismo Distrito, para el período 1998-2002; se incorporó a la Comisión Permanente de Agricultura, Silvicultura y Pesca; a la de Economía; y a la de Recursos Naturales, Bienes Nacionales y Medio Ambiente. Miembro de la Comisión Especial Legislativa de los Convenios del GATT y de la Comisión Investigadora sobre la Empresa Metropolitana de Obras Sanitarias (EMOS).
En diciembre de 2001 fue reelecto diputado por cuarta vez, en representación de su partido, Renovación Nacional, por el mismo Distrito N.º 38 de la  Región del Maule, para el período 2002-2006; integró la Comisión Permanente de Recursos Naturales, Bienes Nacionales y Medio Ambiente; la de Agricultura, Silvicultura y Desarrollo Rural; y la de Ciencia y Tecnología, que presidió. Miembro de la Comisión Especial de Drogas.
En 2005 fue reelecto por quita vez para el período 2006 a 2010; integró la Comisión Permanente de Recursos Naturales, Bienes Nacionales y Medio Ambiente; la de Relaciones Exteriores, Asuntos Interparlamentarios e Integración Latinoamericana; la de Minería y Energía; y la de Economía. Miembro de la Comisión Investigadora sobre Central Pangue.
Durante su trabajo parlamentario, fue autor o coautor de proyectos de ley, entre los que destacan: la reforma a la Constitución, para permitir que los parlamentarios puedan presentar proyectos de ley que contengan materias de iniciativa exclusiva del presidente de la República, para el solo efecto que sean remitidas a dicha autoridad, previo acuerdo de la sala de la respectiva Cámara (Boletín N.º 4428); el proyecto que modifica la Ley de Bases Generales del Medio Ambiente, para exigir la intervención de un ingeniero ambiental en los estudios de impacto ambiental y declaraciones sobre la materia (Boletín N.º 4642). También había propuesto legislar, para introducir modificaciones al Código Penal, al objeto de tipificar como delito funcionario, la falsedad de informe por parte de los funcionarios públicos (Boletín N.º 4643); y la modificación del Estatuto Administrativo, Ley N.º 18.834, para precisar la obligación de denunciar ante el Ministerio Público (Boletín N.º 4642).

## Fallecimiento
Pedro Álvarez-Salamanca falleció en la habitación 407 del hotel Montecarlo de Reñaca, en la Región de Valparaíso.

## Historia electoral

### Elecciones parlamentarias de 1989
- Elecciones parlamentarias de 1989, para el Distrito 38, Curepto, Constitución, Empedrado, Pencahue, Maule, San Clemente, Pelarco y Río Claro[2]

| Candidato                     | Pacto                          | Partido | Votos  | %     | Resultado |
| ----------------------------- | ------------------------------ | ------- | ------ | ----- | --------- |
| Jaime Campos Quiroga          | Concertación por la Democracia | PR      | 34 538 | 50,4% | Diputado  |
| Pedro Álvarez-Salamanca Büchi | Democracia y Progreso          | RN      | 12 628 | 18,4% | Diputado  |
| César Muñoz Vergara           | Democracia y Progreso          | UDI     | 11 208 | 16,3% |           |
| Claudio Cerda Contreras       | Concertación por la Democracia | Indep.  | 6575   | 9,6%  |           |
| Patricio Parra Gajardo        | Alianza de Centro              | Indep.  | 2406   | 3,5%  |           |
| Sergio Hernández Carrasco     | Alianza de Centro              | AN      | 1134   | 1,6%  |           |

### Elecciones parlamentarias de 1993
- Elecciones parlamentarias de 1993, para el Distrito 38, Curepto, Constitución, Empedrado, Pencahue, Maule, San Clemente, Pelarco y Río Claro[3]

| Candidato                     | Pacto                                | Partido | Votos  | %     | Resultado |
| ----------------------------- | ------------------------------------ | ------- | ------ | ----- | --------- |
| Romy Rebolledo Leyton         | Concertación por la Democracia       | PPD     | 24 874 | 35,07 | Diputada  |
| Jaime Campos Quiroga          | Concertación por la Democracia       | PR      | 16 097 | 22,70 |           |
| Pedro Álvarez-Salamanca Büchi | Unión por el Progreso de Chile       | RN      | 15 034 | 21,20 | Diputado  |
| César Muñoz Vergara           | Unión por el Progreso de Chile       | Indep.  | 9805   | 13,82 |           |
| Manuel Herrera Castro         | Alternativa Democrática de Izquierda | PC      | 3782   | 5,33  |           |
| Eduardo Quiñones Quiñones     | La Nueva Izquierda                   | PH      | 1332   | 1,88  |           |

### Elecciones parlamentarias de 1997
- Elecciones parlamentarias de 1997 a Diputado por el distrito 38 (Constitución, Curepto, Empedrado, Maule, Pelarco, Pencahue, Rio Claro, San Clemente y San Rafael) [4]

| Candidato                     | Pacto                          | Partido | Votos  | %     | Resultado |
| ----------------------------- | ------------------------------ | ------- | ------ | ----- | --------- |
| Pedro Álvarez-Salamanca Büchi | Unión por Chile                | RN      | 21 015 | 32,42 | Diputado  |
| Pablo Lorenzini Basso         | Concertación por la Democracia | PDC     | 16 276 | 25,11 | Diputado  |
| Antonio Peredo Peredo         | Unión por Chile                | RN      | 10 345 | 15,96 |           |
| Waldo Fuentes Araya           | Concertación por la Democracia | PPD     | 9598   | 14,81 |           |
| Carlos Zúñiga Diez            | La Izquierda                   | PC      | 5875   | 9,06  |           |
| Cristián Muñoz Cariaga        | Humanista                      | PH      | 971    | 1,50  |           |
| Jaime Aguilar Arévalo         | Humanista                      | PH      | 746    | 1,15  |           |

### Elecciones parlamentarias de 2001
- Elecciones parlamentarias de 2001 a Diputado por el distrito 38 (Constitución, Curepto, Empedrado, Maule, Pelarco, Pencahue, Rio Claro, San Clemente y San Rafael) [5]

| Candidato                     | Pacto                          | Partido | Votos  | %     | Resultado |
| ----------------------------- | ------------------------------ | ------- | ------ | ----- | --------- |
| Pedro Álvarez-Salamanca Büchi | Alianza por Chile              | RN      | 23 035 | 34,27 | Diputado  |
| Pablo Lorenzini Basso         | Concertación por la Democracia | PDC     | 21 771 | 32,39 | Diputado  |
| Roberto Celedón Fernández     | Concertación por la Democracia | ILE     | 15 385 | 22,89 |           |
| Bernardo Vásquez Bobadilla    | Alianza por Chile              | UDI     | 4024   | 5,99  |           |
| José Oróstica Palma           | Partido Comunista              | PC      | 3010   | 4,48  |           |

### Elecciones parlamentarias de 2005
- Elecciones parlamentarias de 2005 a Diputado por el distrito 38 (Constitución, Curepto, Empedrado, Maule, Pelarco, Pencahue, Rio Claro, San Clemente y San Rafael) [6]

| Candidato                     | Pacto                    | Partido | Votos  | %     | Resultado |
| ----------------------------- | ------------------------ | ------- | ------ | ----- | --------- |
| Pablo Lorenzini Basso         | Concertación Democrática | PDC     | 27 268 | 36,88 | Diputado  |
| Roberto Celedón Fernández     | Concertación Democrática | ILB     | 19 568 | 26,46 |           |
| Pedro Álvarez-Salamanca Büchi | Alianza                  | RN      | 14 288 | 19,32 | Diputado  |
| Eduardo Prieto Lorca          | Alianza                  | UDI     | 10 716 | 14,49 |           |
| José Oróstica Palma           | Juntos Podemos Más       | PC      | 2101   | 2,84  |           |